# 伍德格蘭奇公園站
伍德格蘭奇公園站（英語：Woodgrange Park railway station）為伦敦地上铁福音橡至柏京綫的一座车站，位于曼諾公園，开通于1894年，属于第3和第4收费区。

## 概況
本站距離曼諾公園站較近，出站後步行即可到達。本站曾設有售票廳，但在1990年代末期被拆除，改為小型售票亭。目前本站可以使用蠔卡。

## 历史
1854年，途徑本站的鐵路通車，但並未設立本站。直至1894年7月9日，本站才開通，此外本站亦辦理貨運業務。

## 列車服務
本站目前每小時4對列車，在每天晚間及週日為每小時2班列車。此外亦有從提伯利港方向來的貨運列車經過本站。

## 其他
隨著途徑本站的列車數量增加，而2節編組的內燃動車組已經不能滿足日益增長的客流需求。本站將會進行電氣化工程，預計2017年結束。

## 其他圖像

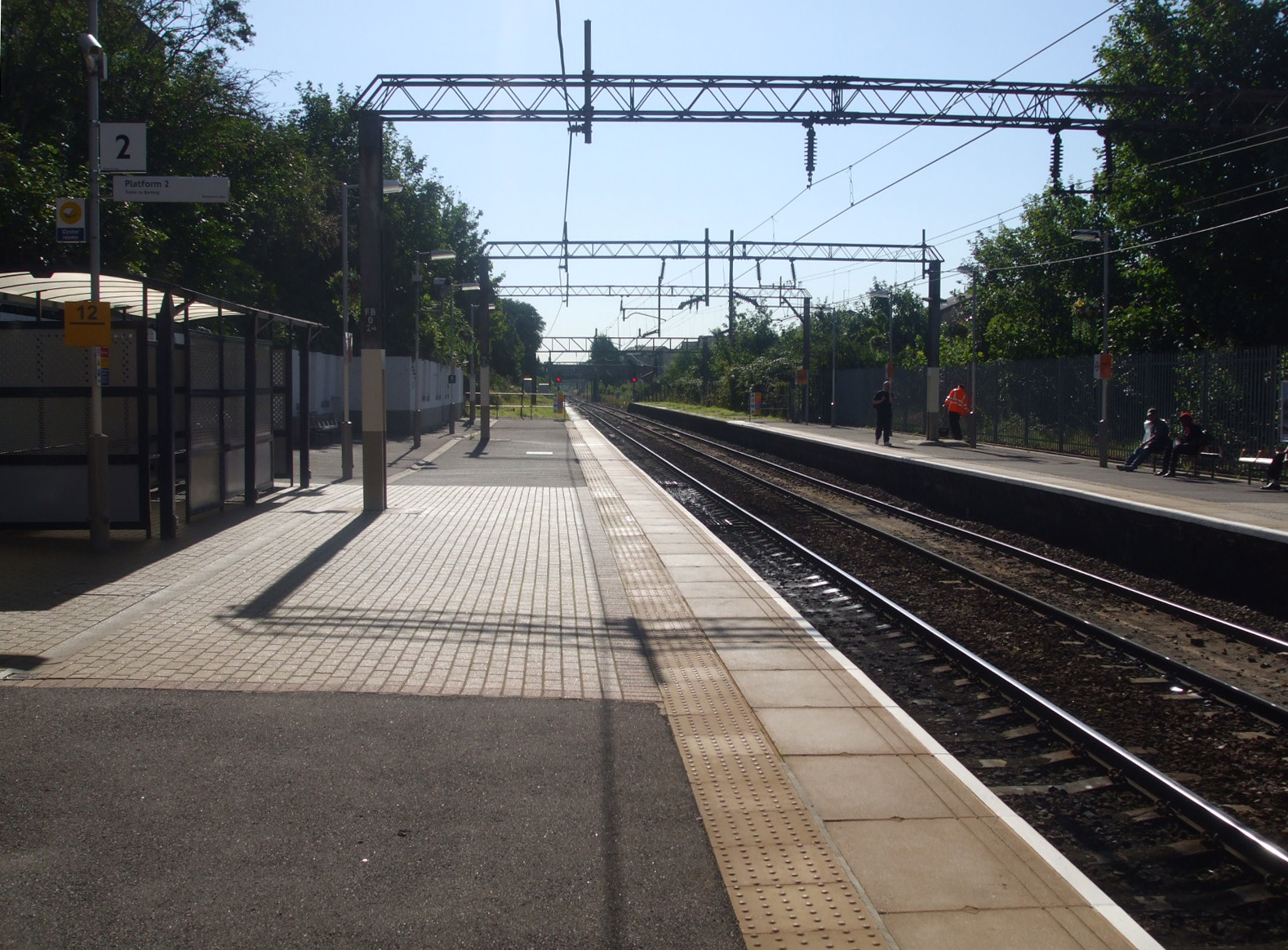
Eastbound platform looking east
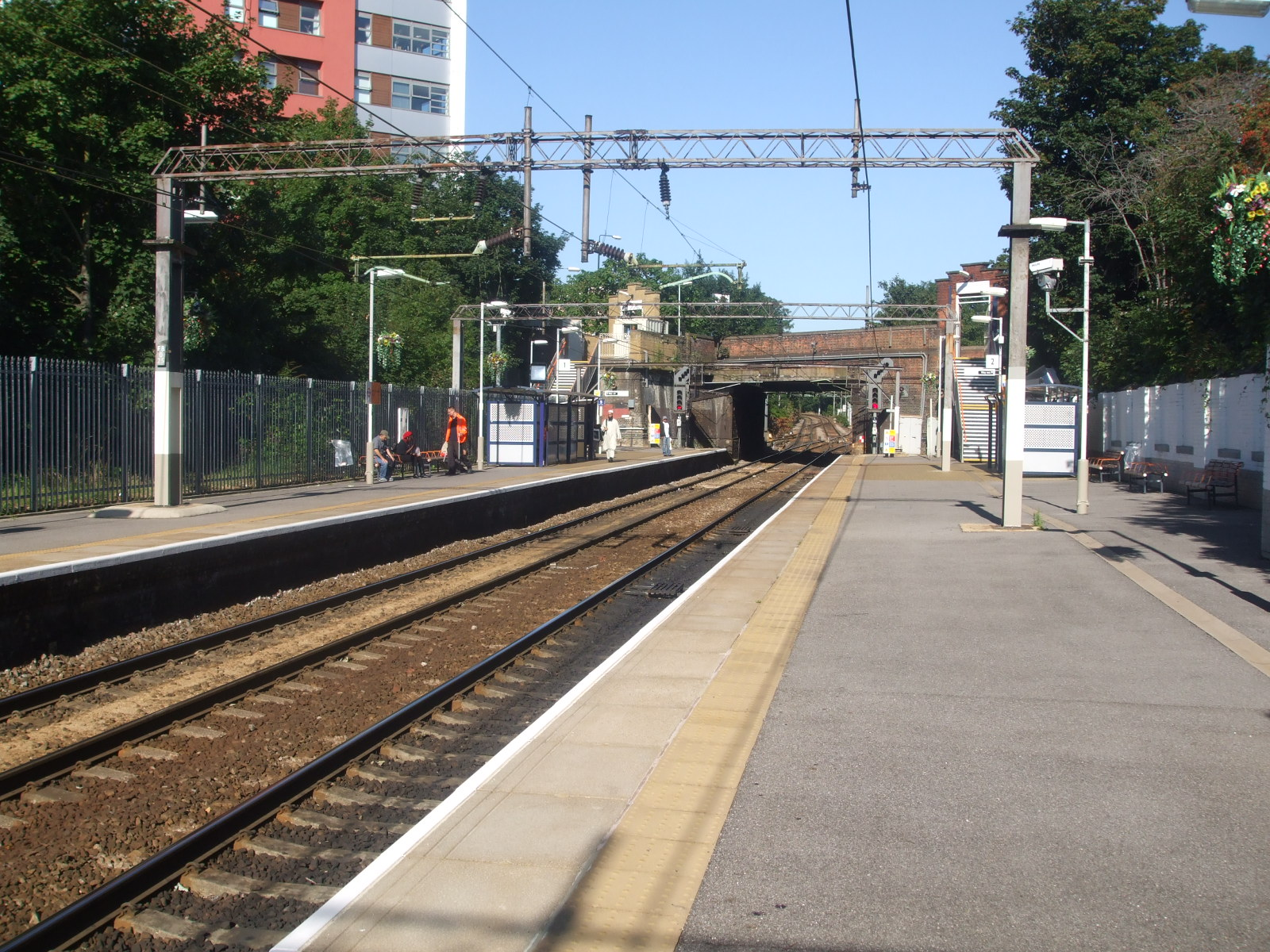
Eastbound platform looking west
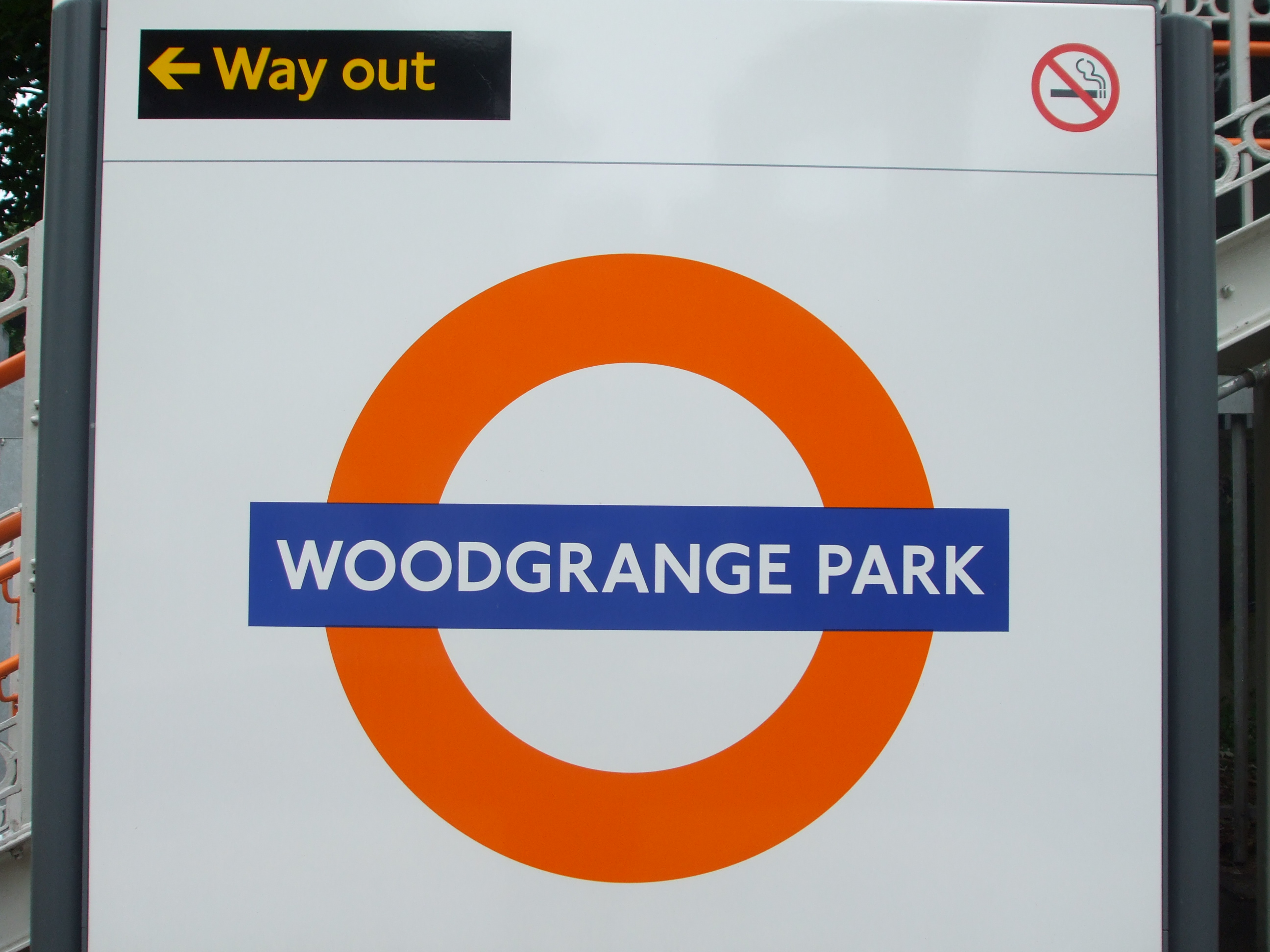
Station platform roundel

## 外部連結
- 列车时刻表及车站信息：伍德格蘭奇公園站，来自英国铁路官方网站

| 上一站       |  | 倫敦地上鐵                        |  | 下一站 |
| ------------ |  | --------------------------------- |  | ------ |
| 旺斯特德公園 |  | 福音橡至柏京綫                    |  | 巴金   |
|              |  | 废线                              |  |        |
| 旺斯特德公園 |  | Tottenham and Forest Gate Railway |  | 巴金   |
| 旺斯特德公園 |  | Tottenham and Forest Gate Railway |  | 東漢姆 |